# Невена Неранџић
Невена Неранџић (Краљево, 31. јул 1997) је српска глумица. Завршила је Академију уметности у Новом Саду.

## Филмографија
| Год.       | Назив                   | Улога              |
| ---------- | ----------------------- | ------------------ |
| 2010-е     |                         |                    |
| 2019.      | Нек иде живот           | Сања               |
| 2020-е     |                         |                    |
| 2020.      | Мочвара (серија)        | девојка            |
| 2020.      | Неки бољи људи (серија) | Теа                |
| 2021.      | Црна свадба (серија)    | Наташина сарадница |
| 2021−2022. | Нечиста крв (серија)    | Васка              |
| 2022.      | Ђенга, чудна игра       | Весна              |
| 2022.      | Бранилац (ТВ серија)    | Ковиљка            |
| 2023.      | Мања                    | Мања               |
| 2023.      | Херој улице             |                    |
| 2024.      | V ефекат                | Ена                |
| 2024.      | Рингишпил (ТВ серија)   | Ана Балинт         |
| 2024.      | Крунска 11              | Вишња              |
| 2025.      | Саучесници              | Софија             |